# Албург
Албург (англ. Alburgh) — місто (англ. town) в США, в окрузі Ґранд-Айл штату Вермонт. Населення — 2106 осіб (2020).

## Історія
Місто було засноване 23 лютого 1781 року.

## Географія
Місто розташоване у північно-західній частині штату Вермонт, на березі озера Шамплейн, поблизу кордону з Канадою, на відстані приблизно 95 кілометрів на північний захід від Монтпілієра, адміністративного центру штату. Абсолютна висота — 29 метрів над рівнем моря.
Албург розташований за координатами 44°58′36″ пн. ш. 73°18′9″ зх. д. / 44.97667° пн. ш. 73.30250° зх. д. (44.976728, -73.302570). За даними Бюро перепису населення США в 2010 році місто мало площу 1,65 км², уся площа — суходіл.

## Перепис 2010
Згідно з переписом 2010 року, у селищі мешкало 497 осіб у 203 домогосподарствах у складі 131 родини. Густота населення становила 301 особа/км². Було 330 помешкань (200/км²).
Расовий склад населення:
| - 87,7 % — білих - 2,8 % — корінних американців - 0,4 % — чорних або афроамериканців |

До двох чи більше рас належало 9,1 %. Частка іспаномовних становила 1,8 % від усіх жителів.
За віковим діапазоном населення розподілялося таким чином: 26,4 % — особи молодші 18 років, 61,3 % — особи у віці 18—64 років, 12,3 % — особи у віці 65 років та старші. Медіана віку мешканця становила 35,4 року. На 100 осіб жіночої статі у селищі припадало 93,4 чоловіків; на 100 жінок у віці від 18 років та старших — 85,8 чоловіків також старших 18 років.

## Перепис 2000
За даними перепису населення 2000 року в Албурге проживало 1952 особи, 529 сімей, налічувалося 791 домашнє господарство і 1259 одиниць житлового фонду. Середня густота населення становила близько 16,6 людини на один квадратний кілометр.

Расовий склад міста за даними перепису розподілився таким чином: 96,67 % білих, 1,95 % — корінних американців, 0,15 % — азіатів, 1,23 % — представників змішаних рас. Іспаномовні склали 0,2 % від усіх жителів міста.

З 791 домашнього господарства в 31,2 % — виховували дітей віком до 18 років, 55,4 % представляли собою подружні пари, які спільно проживають, в 7,8 % сімей жінки проживали без чоловіків, 33,1 % не мали родини. 26,2 % від загального числа сімей на момент перепису жили самостійно, при цьому 11,8 % склали самотні літні люди у віці 65 років та старше. Середній розмір домашнього господарства склав 2,47 людини, а середній розмір родини — 2,97 людини.

Населення міста за віковим діапазоном за даними перепису 2000 року розподілилося таким чином: 25,4 % — жителі молодше 18 років, 7,2 % — між 18 і 24 роками, 28,8 % — від 25 до 44 років, 24,6 % — від 45 до 64 років і 14 % — у віці 65 років та старше. Середній вік мешканця склав 38 років. На кожні 100 жінок в припадало 100,8 чоловіки, при цьому на кожні сто жінок у віці від 18 років та старше припадало 99 чоловіків також старше 18 років.

Середній дохід на одне домашнє господарство в місті склав 33 148 долара США, а середній дохід на одну сім'ю — 39 783 доларів. При цьому чоловіки мали середній дохід в 30 655 доларів США на рік проти 23 750 доларів середньорічного доходу у жінок. Дохід на душу населення в місті склав 16 285 доларів на рік. 10,8 % від усього числа сімей в місті і 12,8 % від усієї чисельності населення перебувало на момент перепису населення за межею бідності, при цьому 18,4 % з них були молодші 18 років і 13,9 % — у віці 65 років та старше.